# Felt
Felt («Фелт») — американский производитель велосипедов, преимущественно шоссейных и триатлонных. До 2006 года специализировался на выпуске велосипедов с алюминиевыми рамами из нижнего и среднего ценового ряда; в 2006 году представил модели из углеродного волокна по цене от 2 до 5,7 тысяч долларов.
Компания Felt была создана в 1994 году Джимом Фелтом. Свой первый велосипед Джим сделал для триатлета Джонни О'Мара. На данный момент Felt специализируется на шоссейных, триатлонных и МТБ велосипедах.
Компания Felt спонсирует олимпийскую сборную США по треку, известных триатлетов и профессиональные велокоманды. 
Felt делает акцент на технологиях при создании любого велосипеда: компания является новатором в производстве карбоновых волокон, аэрообтекаемых рам и амортизационных решений.
В 2017 году компания запустила новые линейки велосипедов для шоссе: FR и VR, заместив линейки F и V/Z. Линейки IA, B, AR имеют лидирующие позиции среди запросов покупателей в мире.
В России Felt был представлен до 2012 года. 
В 2017 году Felt возвращается на российский рынок в модельном ряде велосипедов для триатлона, шоссе, и МТБ